# Farkasfalva (Szlovákia)
Farkasfalva (1886-ig Vlkanov, 1899-ig Farkasfalu-Lök, szlovákul: Vlková, korábban Farkašovce, németül: Farksdorf) község Szlovákiában, az Eperjesi kerületben, a Késmárki járásban. Farkasfalu és Lök községek egyesülésével jött létre.

## Fekvése
Késmárktól 9 km-re délre fekszik.

## Története

### Farkasfalu
1278-ban IV. László király adománylevelében „Farcasfolwa” néven említik először. 1302-ben „Villa Farkasy” néven szerepel. Nevét első birtokosáról kapta. Egykor a Berzeviczy család birtoka. 1706-ban említik Závor István itteni udvarházát. A 18. században vasmunkások faluja volt. 1787-ben 36 házában 360 lakos élt.
A 18. század végén Vályi András így ír róla: „FARKAS FALVA. Farkszdorf, Farkasovtze. Tót falu Szepes Vármegyében, földes Urai Viland, és Dobay Urak, lakosai katolikusok, fekszik Ábrahámfalva mellett, ’s ennek filiája, Kézsmárktól sem igen meszsze, Lőtsétöl egy mértföldnyire. Határja középszerű, réttye, legelője jó, fája elég, második Osztálybéli.”
1828-ban 62 háza és 448 lakosa volt.
Fényes Elek 1851-ben kiadott geográfiai szótárában így ír a faluról: „Farkasfalva, tót falu, Szepes vmegyében, Menyhárdhoz délre 1/2 órányira: 418 kath., 30 evang. lak. F. u. Wieland. Ut. posta Lőcse 2 1/2 óra.”

### Lök
Lök (Lefkóc, Levkovce, németül: Fladensdorf) a 13. században keletkezett. A X. szepesi kopjáskerület része volt. 1306-ban említik „Leuk” néven. 1787-ben 15 házát 94-en lakták.
A 18. század végén Vályi András így ír róla: „LEUKÓCZ. Szepes Várm. földes Ura Horvát Uraság, lakosai katolikusok, és más félék, fekszik Ábráhámfalvának szomszédságában, mellynek filiája, határja ollan mint Kisőczé.”
1828-ban 19 háza és 134 lakosa volt.
Fényes Elek 1851-ben kiadott geográfiai szótárában így ír a faluról: „Lefkócz, tót falu Szepes vmegyében, Menyhárdhoz 1/2 órányira: 134 kath. lak. Kastély. F. u. Horváth. Ut. posta Késmárk.”

### Farkasfalva
1895-ben jött létre Farkasfalu és Lök egyesítésével.
A trianoni diktátumig Szepes vármegye Lőcsei járásához tartozott.

## Népessége
| Év:            | 1994. | 2004.   | 2014.    | 2024.    |
| -------------- | ----- | ------- | -------- | -------- |
| Emberek száma: | 600   | 649     | 728      | 976      |
| Eltérés:       |       | +8,16 % | +12,17 % | +34,06 % |

| Év:            | 2023. | 2024.   |
| -------------- | ----- | ------- |
| Emberek száma: | 952   | 976     |
| Eltérés:       |       | +2,52 % |

1910-ben 336, túlnyomórészt szlovák anyanyelvű lakosa volt.
2001-ben 635 lakosából 633 szlovák volt.
2011-ben 703 lakosából 664 szlovák volt.

## Neves személyek
- Itt volt lelkész Hassenius János Jakab szász tudós.
- Farkasfalván született 1580 körül Filiczki János református lelkész, költő, tanár.

## Nevezetességei
- Egy 17. századi kastély és egy 1764-ben épített saroktornyos, erődített udvarház áll itt.
- Gyümölcsoltó Boldogasszonynak szentelt temploma 1779-ben épült az 1408-ból való gótikus templom helyén, szárnyas oltára 1480 körül készült.